# Шаши (Удмуртия)
Шаши — деревня в Красногорском районе Удмуртской республики.

## География
Находится в северо-западной части Удмуртии на расстоянии приблизительно 16 км на запад-северо-запад по прямой от районного центра села Красногорское.

## История
Известна с 1873 года как починок Мало-Мухинской (Шаш) с 10 дворами, в 1905 году (Мало-Мухинское или Шаши) 38 дворов, в 1924 (уже деревня Шаши) 46 дворов. Современное название с 1980 года. До 2021 года входила в состав Васильевского сельского поселения.

## Население
Постоянное население составляло 94 человека (1873 год), 219 (1905), 214 (1924, русские), 3 человек в 2002 году (русские 100 %), 1 в 2012.